# Chamaesciadium
Chamaesciadium, monotipski biljni rod iz porodice štitarki smješten u tribus Careae. Jedina je vrsta je C. acaule iz Kavkaza Irana, Turske i navodno u Kini (Tibet), ali nisu uočeni primjerci te vrste.
Trajnica, naraste do 10 cm.

## Sinonimi
- Ammi acaule Spreng.
- Bunium acaule M.Bieb.
- Carum acaule (M.Bieb.) Koso-Pol.
- Chamaesciadium flavescens C.A.Mey.
- Trachydium acaule (M.Bieb.) M.Hiroe